# پایلا
پایلا (به لاتین: Pyla) یک منطقهٔ مسکونی در قبرس است که در ناحیه لارناکا واقع شده‌است.

## خصوصیات
پایلا  ۲٬۷۷۱ نفر جمعیت دارد.